# Алессандро Кальві
Алессандро Кальві (італ. Alessandro Calvi, 1 лютого 1983) — італійський плавець.
Учасник Олімпійських Ігор 2004, 2008 років.